# Waldstadion Weismain
Im Waldstadion in Weismain trägt der SCW Obermain, der im Jahr 2004 nach der Auflösung des SC Weismain gegründet wurde, seine Heimspiele aus.

## Geschichte
1945 wurden auf einer stark abfallenden Waldrodung im Norden Weismains die Grundlagen für das Waldstadion geschaffen. Vorher noch ein Sportplatz, wurde es durch Aufschüttung einiger Ränge bis zum Juni 1968 zum Stadion ausgebaut. 1985 wurden kleinere Bautätigkeiten durchgeführt. Im Jahre 1995 entstand eine kleine überdachte Stehtribüne, die dann auf die ganze Außenlinie erweitert wurde. Es folgte der Bau der Hintertortribüne (Stehplätze), der Flutlichtanlage und der Anzeigetafel. Im Jahr 1996 wurde die Gegengerade mit neun Betonstufenreihen errichtet, später kamen 18 weitere Reihen aus Sandstein hinzu. Diese prägen das am 12. April 1997 gegen den 1. FC Nürnberg eingeweihte Stadion, das mit Unterstützung des örtlichen Bauunternehmers Dechant erweitert wurde.
In der Saison 2008/09 trug der damalige Regionalligist 1. FC Eintracht Bamberg seine Heimspiele im Waldstadion aus, da das heimische Fuchs-Park-Stadion die Lizenzauflagen für die Regionalliga nicht erfüllte. Auch die SpVgg Bayreuth (Regionalliga Bayern) trug schon einige ihrer Heimspiele im Weismainer Waldstadion aus.

## Zuschauerrekorde
Das Stadion wurde anlässlich des Gastspiels des 1. FC Nürnberg in der Regionalligasaison 1996/97 auf 17.000 Plätze erweitert. "Für einen Tag im April", als das Waldstadion in der 5000-Einwohner-Gemeinde beim „Franken-Fußballfest“, das der Club mit 2:0 gewann, erstmals ausverkauft war. Das konnte nur noch zwei weitere Male erreicht werden: 2002 bei einer 1:2-Niederlage des SC Weismain in einem Freundschaftsspiel gegen den FC Bayern München, sowie 2009 beim Freundschaftsspiel des 1. FC Eintracht Bamberg gegen Bayern München (Endstand 0:3).

## Literatur

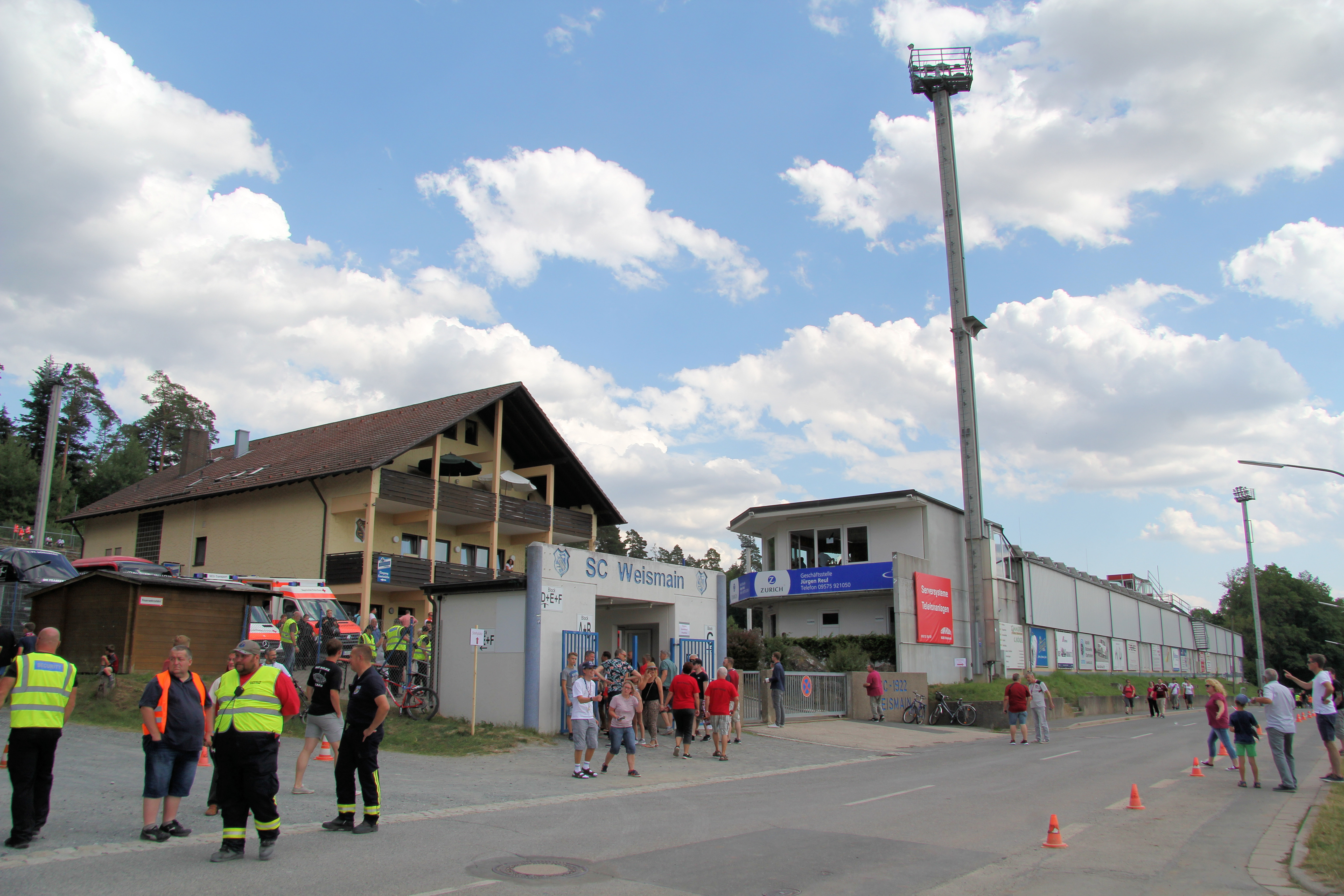
Stadion von außen
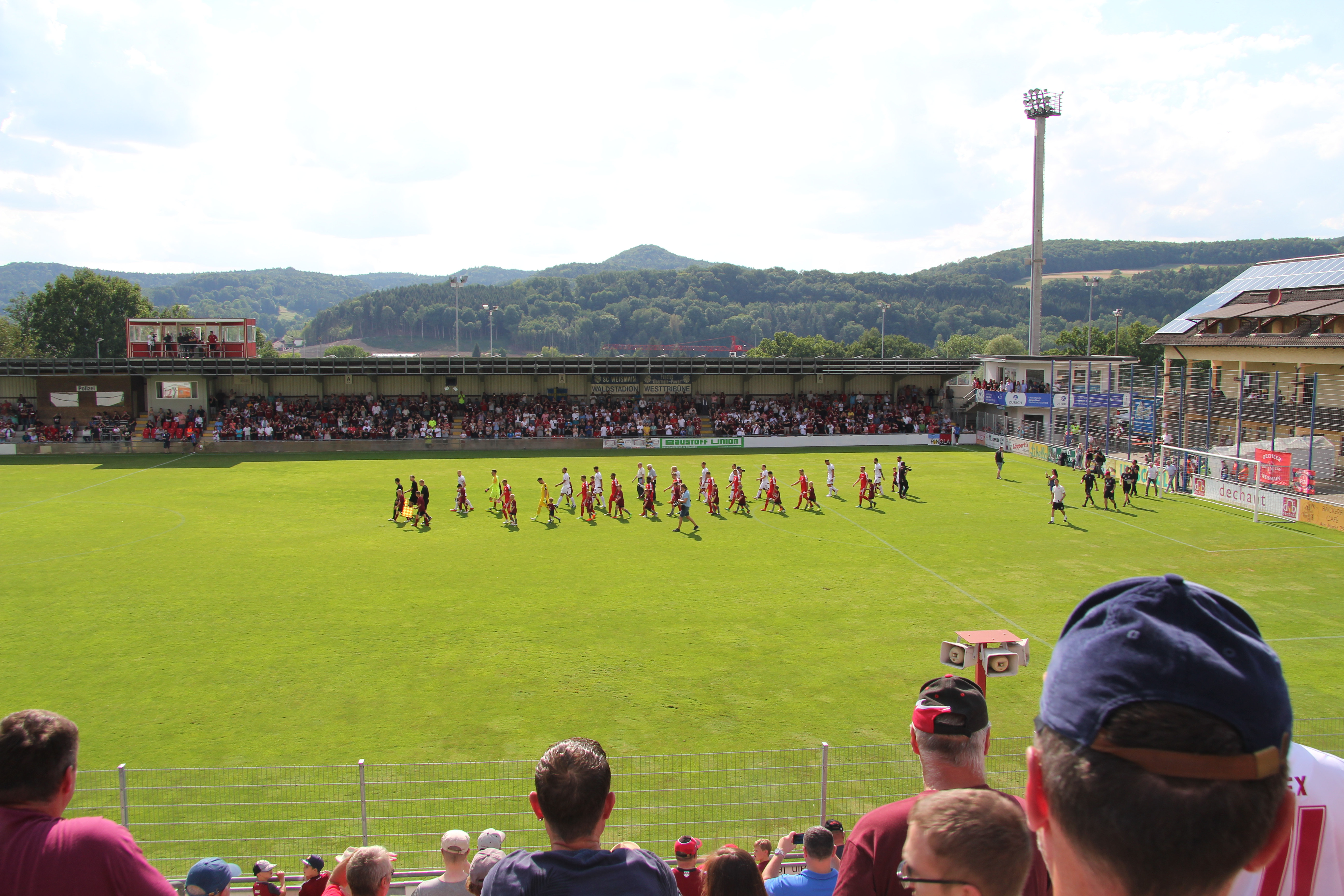
Auflaufen der Mannschaften
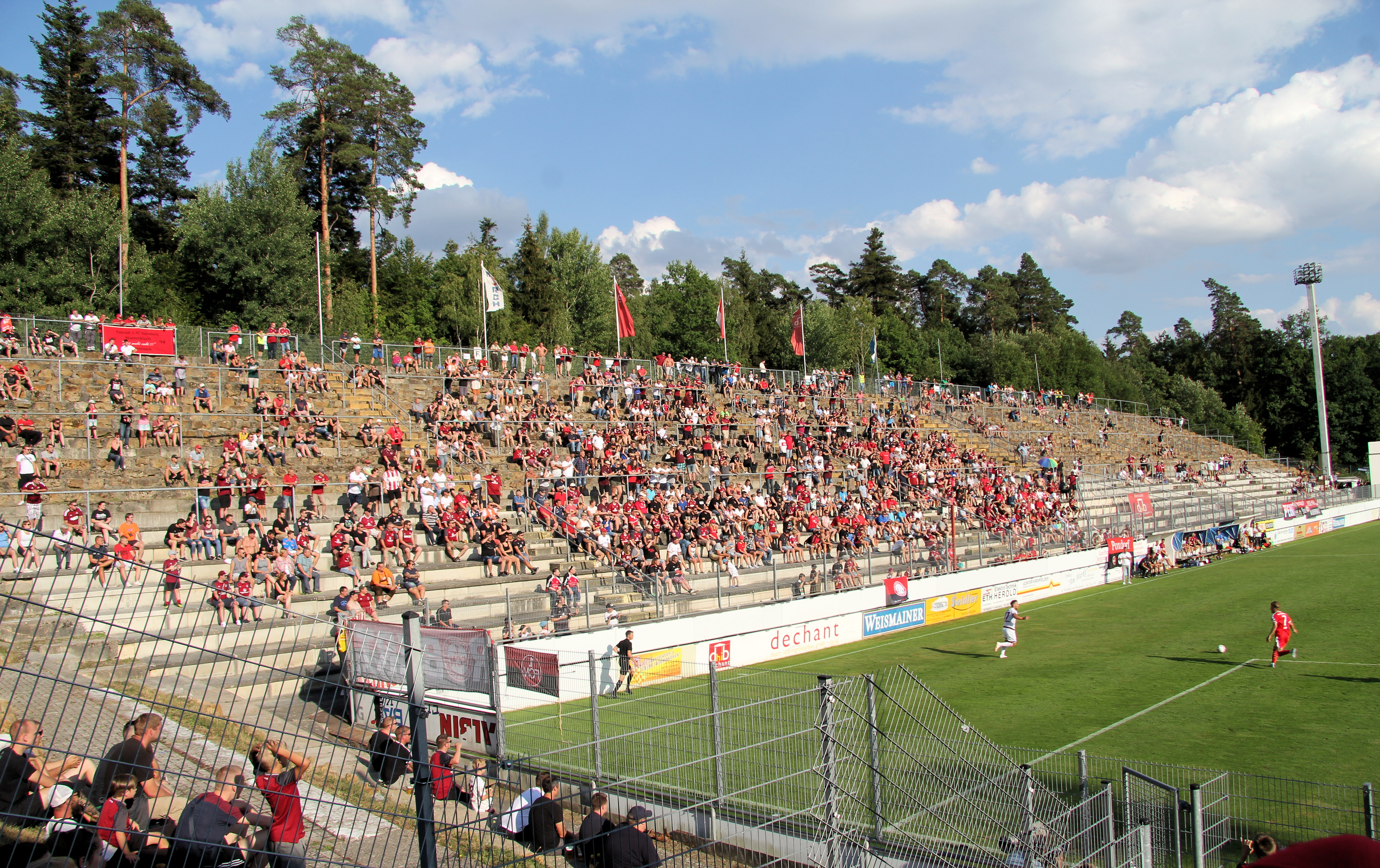
Stehtribüne
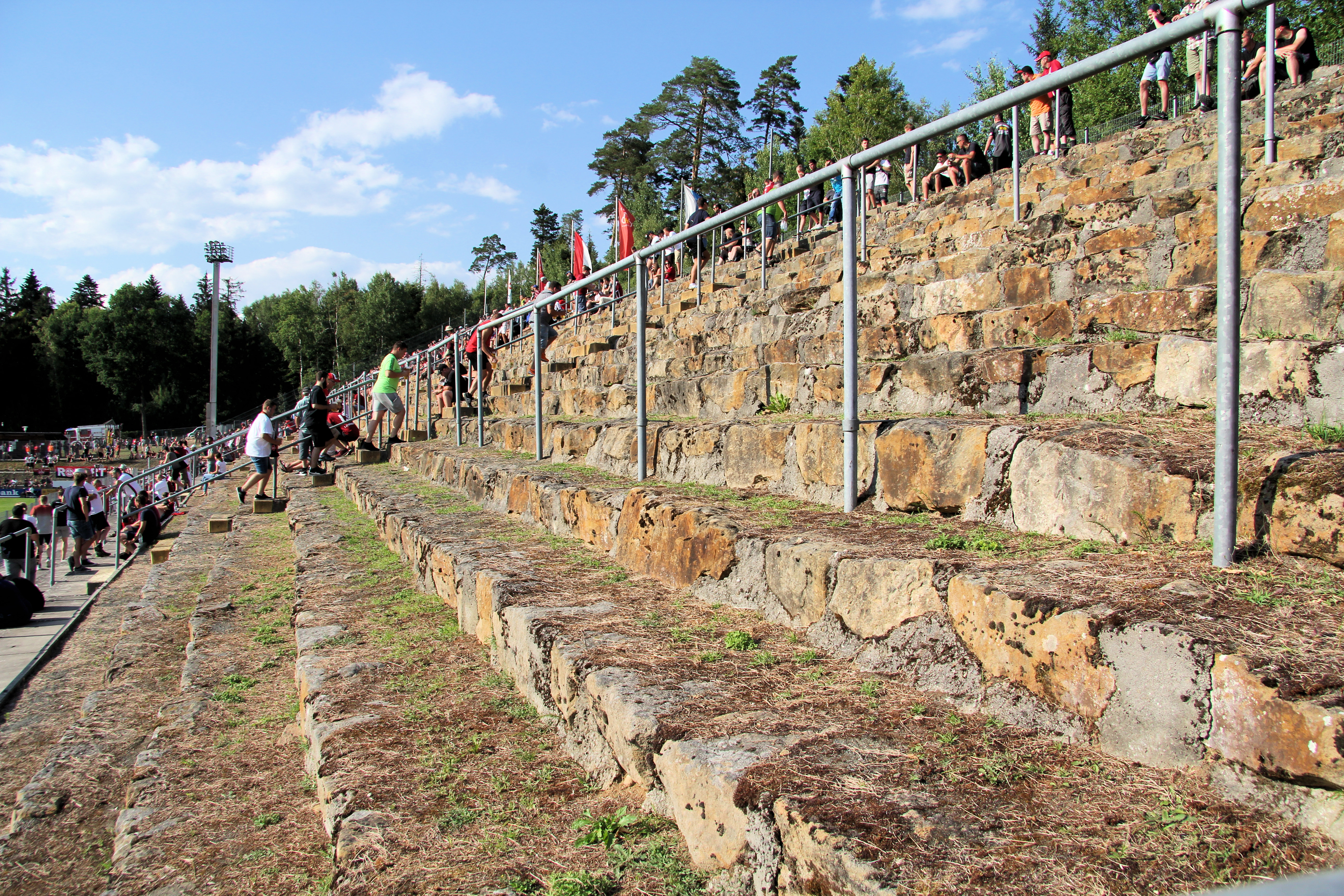
Natursteinstufen